# شهر اخگر
شهر اخگر (به انگلیسی: City of Ember) یک فیلم فانتزی علمی–تخیلی آمریکایی به کارگردانی جیل کنان و نویسندگی کارولین تامپسون است که اقتباسی از رمانی به همین نام در سال ۲۰۰۳ و اثر جین دوپرا محسوب می‌شود. در این فیلم بازیگرانی همچون سیرشا رونان، هری ترداوی، بیل مری، مکنایز کروک، مارتین لاندو، توبی جونز و تیم رابینز ایفای نقش می‌کنند. شهر اخگر توسط استودیوی فاکس قرن بیستم در ۱۰ اکتبر ۲۰۰۸، تنها دو ماه پس از انتشار آخرین کتاب در این مجموعه رمان اکران شد. فیلم نقدهای مختلفی از منتقدین دریافت نمود و در فروش گیشه موفق نبود.